# 諾羅敦·拉那烈
诺罗敦·拉那烈亲王（1944年1月2日—2021年11月28日），柬埔寨政治人物、法学学者，诺罗敦王室成员，为前国王诺罗敦·西哈努克的次子。他也是舞蹈家诺罗敦·帕花黛维同母弟、现任柬埔寨国王诺罗敦·西哈莫尼异母兄。

## 生平
拉那烈出生于金边，是西哈努克与第一任妻子Phat Kanhol的儿子。Phat Kanhol原为芭蕾舞者。由于出身卑微，西哈努克被迫与她离婚。三岁的时候，拉那烈的母亲再次结婚，他因而同母亲分离，由诺罗敦王室抚养长大。童年时候的拉那烈同自己的祖父母苏拉玛里特国王、哥沙曼王后发展出深厚的感情，但却远离自己的父亲。
1958年，拉那烈和自己的同父异母弟夏卡朋被送到法国马赛读书。拉那烈在科学方面成绩优异，且一度计划学习医学；不过最终在哥沙曼王后的劝说下学习法学，专攻公法。1968年，在普罗旺斯大学（今属艾克斯-马赛大学）获得法学学士学位，1969年获得硕士学位。1970年回国后，曾短暂地在内政部担任秘书。同年朗诺发动政变推翻西哈努克，拉那烈被解除职务，逃亡到丛林中，同抵抗组织领袖建立密切联系。1971年，他同数名王室成员被俘，关押了六个月后获释。1973年，他回到普罗旺斯大学学习，于1975年取得哲学博士学位。1976年至1979年期间，他在法国国家科学研究中心从事研究工作。1979年回到普罗旺斯大学担任副教授，主讲宪制性法律及政治社会学。
1981年，西哈努克创立奉辛比克党时曾邀请拉那烈回国。但拉那烈不同意奉党与红色高棉的联系而拒绝了这个邀请。1983年，在西哈努克的催促下，他辞去了法国的教职回国，并加入奉党。他成为西哈努克驻扎泰国曼谷的个人代表，活跃于外交场合。1985年3月，被任命为奉辛比克党的武装西哈努克主义民族军（Armee Nationale Sihanoukiste）的督察长，1986年1月担任总司令兼总参谋长。1989年8月成为奉党秘书长。1991年10月参加巴黎和平协定的签字，结束了柬越战争。1992年2月当选奉辛比克党主席，并被任命为联合国柬埔寨过渡时期权力机构的委员之一。
奉辛比克党在1993年的大选中获胜，与洪森领导的柬埔寨人民党联合组阁。1993年7月，拉那烈亲王出任柬埔寨临时民族政府主席。9月任柬埔寨王国政府第一首相。11月被册封为亲王。虽然两党联合组阁，但关系依然紧张，最终发展成严重对立。1997年，拉那烈在与人民党的军事冲突中失势，7月初被罢黜第一首相职位，流亡国外。1998年3月30日，获得西哈努克国王的特赦回国。11月任第二届国民议会议长。
在西哈努克国王在位期间，拉那烈曾被外界认为是柬埔寨王位有力的继承人选。不过他于1997年11月明确地表示自己直言不讳和充满激情的个性不适合担任国王。1999年3月的采访中透露出他有希望继位的意愿，但后来发生动摇，最后在2001年11月表示自己优先考虑的是政治生涯而不是王位。2004年，西哈努克退位以后，作为时任王位委员会委员之一的拉那烈投票支持西哈莫尼担任新国王。2006年拉那烈卸任国民议会议长职务，其後退出奉辛比克党，另組自己的政黨。
2007年3月13日，柬埔寨金边市法庭认定，拉那烈在担任奉辛比克党主席期间利用大家对他的信任，将出售该党总部原址的360万美元据为己有，同时又把奉辛比克党总部新址的所有权记在自己名下。法庭以欺诈罪缺席判处拉那烈入狱服刑18个月，并支付给奉辛比克党15万美元赔偿金。2008年9月25日被赦免回國。12月，拉那烈被西哈莫尼国王任命为最高枢密院主席，地位与首相相当。2009年1月，拉那烈宣佈退出政壇。
2014年，拉那烈复出政坛，创立君主主义者人民社会党。2015年，解散君主主义者人民社会党，他重返奉辛比克党，并当选为奉辛比克党主席。
2015年4月25日，诺罗敦·拉那烈亲王在磅湛省波礼初县慰问基层党员后，慰问期间他公开驳斥柬埔寨反对党柬埔寨救国党主席桑兰西，通过7号公路返回金边途中突然发生交通意外。当时有一辆逆行的运土翻斗车猛撞拉那烈的车队，导致帕爾拉王妃等6人受伤，拉那烈乘坐的X5宝马豪车和保镖用的一辆丰田皮卡车被撞损坏严重，拉那烈在车上有惊无险。事后，肇事车司机趁乱逃跑，拉那烈亲王和帕爾拉王妃随后转乘另一辆汽车前往金边。
2018年6月17日，諾羅敦·拉納烈親王和妻子帕爾拉的車隊在西南部濱海施亞努市遭計程車衝撞，帕爾拉傷重不治，拉納烈則受重傷。西哈努克省警長納林（Chuon Narin）對路透社表示，拉納烈夫婦搭乘的休旅車遭對向一輛計程車直接衝撞，親王由直升機送往金邊急救，雖受重傷，但他將會恢復健康。不過帕爾拉送往西哈努克省一所醫院後，在院內傷重死亡。他還表示，發生事故的兩輛休旅車當時都在加速。
他經常前往法國接受治療，2021年11月28日去世。